# Norra Roslags domsagas valkrets
Norra Roslags domsagas valkrets (i valen 1866-1869 kallad Frösåkers, Närdinghundra, Väddö och Häverö domsagas valkrets) var vid riksdagsvalen till andra kammaren 1866-1908 en egen valkrets med ett mandat. Valkretsen omfattade Frösåkers och Närdinghundra härader samt Väddö och Häverö skeppslag. Vid införandet av proportionellt valsystem i valet 1911 avskaffades valkretsen och uppgick i Stockholms läns norra valkrets.

## Riksdagsmän
- Pehr Pehrsson i Barkö (1867-1878), lmp
- Joachim Tawast Beck-Friis (1879-1881), lmp
- Pehr Pehrsson i Norrsund (1882-1896), lmp 1882-1887, nya lmp 1888-1894, lmp 1895-1896
- Carl Sandquist (1897-1911), vilde 1897, Bondeska 1898-1899, vilde 1900-1902, lmp 1903-1907, högervilde 1908-1911

## Valresultat

### 1872
| Andrakammarvalet i Sverige 1872: Norra Roslags domsagas valkrets | Andrakammarvalet i Sverige 1872: Norra Roslags domsagas valkrets | Andrakammarvalet i Sverige 1872: Norra Roslags domsagas valkrets | Andrakammarvalet i Sverige 1872: Norra Roslags domsagas valkrets | Andrakammarvalet i Sverige 1872: Norra Roslags domsagas valkrets |
| Kandidat                                                         | Kandidat                                                         | Röster                                                           | Röster                                                           | Röster                                                           |
| Kandidat                                                         | Kandidat                                                         | Antal                                                            | %                                                                | +− %                                                             |
| ---------------------------------------------------------------- | ---------------------------------------------------------------- | ---------------------------------------------------------------- | ---------------------------------------------------------------- | ---------------------------------------------------------------- |
|                                                                  | Pehr Pehrsson i Barkö                                            | 21                                                               | 56,8                                                             |                                                                  |
|                                                                  | Närmaste kandidat                                                | 9                                                                | 24,3                                                             |                                                                  |
|                                                                  | Övriga kandidater                                                | 7                                                                | 18,9                                                             | —                                                                |
| Antal giltiga röster                                             | Antal giltiga röster                                             | 37                                                               |                                                                  |                                                                  |
| Kasserade röster                                                 | Kasserade röster                                                 | 0                                                                |                                                                  |                                                                  |
| Totalt                                                           | Totalt                                                           | 37                                                               |                                                                  |                                                                  |

Valsättet var medelbart. Röstberättigade valde elektorer som i sin tur valde kandidat. 37 elektorer valdes.
Valkretsen hade 28 059 invånare den 31 december 1871, varav 1 549 eller 5,5% var valberättigade. 
130 personer deltog i valet av elektorer, ett valdeltagande på 8,4%. 

### 1875
| Andrakammarvalet i Sverige 1875: Norra Roslags domsagas valkrets | Andrakammarvalet i Sverige 1875: Norra Roslags domsagas valkrets | Andrakammarvalet i Sverige 1875: Norra Roslags domsagas valkrets | Andrakammarvalet i Sverige 1875: Norra Roslags domsagas valkrets | Andrakammarvalet i Sverige 1875: Norra Roslags domsagas valkrets |
| Kandidat                                                         | Kandidat                                                         | Röster                                                           | Röster                                                           | Röster                                                           |
| Kandidat                                                         | Kandidat                                                         | Antal                                                            | %                                                                | +− %                                                             |
| ---------------------------------------------------------------- | ---------------------------------------------------------------- | ---------------------------------------------------------------- | ---------------------------------------------------------------- | ---------------------------------------------------------------- |
|                                                                  | Pehr Pehrsson i Barkö                                            | 19                                                               | 52,8                                                             | ▼4,0%                                                            |
|                                                                  | Närmaste kandidat                                                | 16                                                               | 44,4                                                             |                                                                  |
|                                                                  | Övriga kandidater                                                | 1                                                                | 2,8                                                              | —                                                                |
| Antal giltiga röster                                             | Antal giltiga röster                                             | 36                                                               |                                                                  |                                                                  |
| Kasserade röster                                                 | Kasserade röster                                                 | 0                                                                |                                                                  |                                                                  |
| Totalt                                                           | Totalt                                                           | 36                                                               |                                                                  |                                                                  |

Valsättet var medelbart. Röstberättigade valde elektorer som i sin tur valde kandidat. 37 elektorer valdes, varv 36 deltog.
Valkretsen hade 28 752 invånare den 31 december 1874, varav 1 516 eller 5,3% var valberättigade. 
126 personer deltog i valet av elektorer, ett valdeltagande på 8,3%. 

### 1878
| Andrakammarvalet i Sverige 1878: Norra Roslags domsagas valkrets | Andrakammarvalet i Sverige 1878: Norra Roslags domsagas valkrets | Andrakammarvalet i Sverige 1878: Norra Roslags domsagas valkrets | Andrakammarvalet i Sverige 1878: Norra Roslags domsagas valkrets | Andrakammarvalet i Sverige 1878: Norra Roslags domsagas valkrets |
| Kandidat                                                         | Kandidat                                                         | Röster                                                           | Röster                                                           | Röster                                                           |
| Kandidat                                                         | Kandidat                                                         | Antal                                                            | %                                                                | +− %                                                             |
| ---------------------------------------------------------------- | ---------------------------------------------------------------- | ---------------------------------------------------------------- | ---------------------------------------------------------------- | ---------------------------------------------------------------- |
|                                                                  | Joachim Tawast Beck-Friis                                        | 20                                                               | 52,6                                                             |                                                                  |
|                                                                  | Närmaste kandidat                                                | 17                                                               | 44,7                                                             |                                                                  |
|                                                                  | Övriga kandidater                                                | 1                                                                | 2,6                                                              | —                                                                |
| Antal giltiga röster                                             | Antal giltiga röster                                             | 38                                                               |                                                                  |                                                                  |
| Kasserade röster                                                 | Kasserade röster                                                 | 0                                                                |                                                                  |                                                                  |
| Totalt                                                           | Totalt                                                           | 38                                                               |                                                                  |                                                                  |

Valsättet var medelbart. Röstberättigade valde elektorer som i sin tur valde kandidat. 38 elektorer valdes.
Valkretsen hade 29 647 invånare den 31 december 1877, varav 1 728 eller 5,8% var valberättigade. 
153 personer deltog i valet av elektorer, ett valdeltagande på 8,9%. 

### 1881
| Andrakammarvalet i Sverige 1881: Norra Roslags domsagas valkrets | Andrakammarvalet i Sverige 1881: Norra Roslags domsagas valkrets | Andrakammarvalet i Sverige 1881: Norra Roslags domsagas valkrets | Andrakammarvalet i Sverige 1881: Norra Roslags domsagas valkrets | Andrakammarvalet i Sverige 1881: Norra Roslags domsagas valkrets |
| Kandidat                                                         | Kandidat                                                         | Röster                                                           | Röster                                                           | Röster                                                           |
| Kandidat                                                         | Kandidat                                                         | Antal                                                            | %                                                                | +− %                                                             |
| ---------------------------------------------------------------- | ---------------------------------------------------------------- | ---------------------------------------------------------------- | ---------------------------------------------------------------- | ---------------------------------------------------------------- |
|                                                                  | Pehr Pehrsson                                                    | 22                                                               | 57,9                                                             |                                                                  |
|                                                                  | Närmaste kandidat                                                | 15                                                               | 39,5                                                             |                                                                  |
|                                                                  | Övriga kandidater                                                | 1                                                                | 2,6                                                              | —                                                                |
| Antal giltiga röster                                             | Antal giltiga röster                                             | 38                                                               |                                                                  |                                                                  |
| Kasserade röster                                                 | Kasserade röster                                                 | 0                                                                |                                                                  |                                                                  |
| Totalt                                                           | Totalt                                                           | 38                                                               |                                                                  |                                                                  |

Valsättet var medelbart. Röstberättigade valde elektorer som i sin tur valde kandidat. 39 elektorer valdes, varav 38 deltog.
Valkretsen hade 29 825 invånare den 31 december 1880, varav 1 704 eller 5,7% var valberättigade. 
193 personer deltog i valet av elektorer, ett valdeltagande på 11,3%. 

### 1884
| Andrakammarvalet i Sverige 1884: Norra Roslags domsagas valkrets | Andrakammarvalet i Sverige 1884: Norra Roslags domsagas valkrets | Andrakammarvalet i Sverige 1884: Norra Roslags domsagas valkrets | Andrakammarvalet i Sverige 1884: Norra Roslags domsagas valkrets | Andrakammarvalet i Sverige 1884: Norra Roslags domsagas valkrets |
| Kandidat                                                         | Kandidat                                                         | Röster                                                           | Röster                                                           | Röster                                                           |
| Kandidat                                                         | Kandidat                                                         | Antal                                                            | %                                                                | +− %                                                             |
| ---------------------------------------------------------------- | ---------------------------------------------------------------- | ---------------------------------------------------------------- | ---------------------------------------------------------------- | ---------------------------------------------------------------- |
|                                                                  | Pehr Pehrsson                                                    | 31                                                               | 91,2                                                             | ▲33,3%                                                           |
|                                                                  | Närmaste kandidat                                                | 2                                                                | 5,9                                                              |                                                                  |
|                                                                  | Övriga kandidater                                                | 1                                                                | 2,9                                                              | —                                                                |
| Antal giltiga röster                                             | Antal giltiga röster                                             | 34                                                               |                                                                  |                                                                  |
| Kasserade röster                                                 | Kasserade röster                                                 | 3                                                                |                                                                  |                                                                  |
| Totalt                                                           | Totalt                                                           | 37                                                               |                                                                  |                                                                  |

Valsättet var medelbart. Röstberättigade valde elektorer som i sin tur valde kandidat. 38 elektorer valdes, varav 37 deltog.
Valkretsen hade 29 546 invånare den 31 december 1883, varav 1 827 eller 6,2% var valberättigade. 
175 personer deltog i valet av elektorer, ett valdeltagande på 9,6%. 

### 1887 I
| Andrakammarvalet i Sverige 1887 I: Norra Roslags domsagas valkrets | Andrakammarvalet i Sverige 1887 I: Norra Roslags domsagas valkrets | Andrakammarvalet i Sverige 1887 I: Norra Roslags domsagas valkrets | Andrakammarvalet i Sverige 1887 I: Norra Roslags domsagas valkrets | Andrakammarvalet i Sverige 1887 I: Norra Roslags domsagas valkrets |
| Kandidat                                                           | Kandidat                                                           | Röster                                                             | Röster                                                             | Röster                                                             |
| Kandidat                                                           | Kandidat                                                           | Antal                                                              | %                                                                  | +− %                                                               |
| ------------------------------------------------------------------ | ------------------------------------------------------------------ | ------------------------------------------------------------------ | ------------------------------------------------------------------ | ------------------------------------------------------------------ |
|                                                                    | Pehr Pehrsson (L, protektionist)                                   | 24                                                                 | 66,7                                                               | ▼24,5%                                                             |
|                                                                    | Erik Persson i Sättna (frihandelsvän)                              | 10                                                                 | 27,8                                                               |                                                                    |
|                                                                    | Övriga kandidater                                                  | 2                                                                  | 5,5                                                                | —                                                                  |
| Antal giltiga röster                                               | Antal giltiga röster                                               | 36                                                                 |                                                                    |                                                                    |
| Kasserade röster                                                   | Kasserade röster                                                   | 0                                                                  |                                                                    |                                                                    |
| Totalt                                                             | Totalt                                                             | 36                                                                 |                                                                    |                                                                    |

- Valet hölls den 6 april 1887.
- Valsättet var medelbart. Röstberättigade valde elektorer som i sin tur valde kandidat. 37 elektorer valdes, varav 36 deltog.
- Valkretsen hade 29 679 invånare den 31 december 1885, varav 1 636 eller 5,5% var valberättigade.
- 458 personer deltog i valet av elektorer, ett valdeltagande på 28,0%. [6]

### 1887 II
| Andrakammarvalet i Sverige 1887 II: Norra Roslags domsagas valkrets | Andrakammarvalet i Sverige 1887 II: Norra Roslags domsagas valkrets | Andrakammarvalet i Sverige 1887 II: Norra Roslags domsagas valkrets | Andrakammarvalet i Sverige 1887 II: Norra Roslags domsagas valkrets | Andrakammarvalet i Sverige 1887 II: Norra Roslags domsagas valkrets |
| Kandidat                                                            | Kandidat                                                            | Röster                                                              | Röster                                                              | Röster                                                              |
| Kandidat                                                            | Kandidat                                                            | Antal                                                               | %                                                                   | +− %                                                                |
| ------------------------------------------------------------------- | ------------------------------------------------------------------- | ------------------------------------------------------------------- | ------------------------------------------------------------------- | ------------------------------------------------------------------- |
|                                                                     | Pehr Pehrsson                                                       | 23                                                                  | 63,9                                                                | ▼2,8%                                                               |
|                                                                     | Per Olof Jansson (frihandelsvän)                                    | 13                                                                  | 36,1                                                                |                                                                     |
| Antal giltiga röster                                                | Antal giltiga röster                                                | 36                                                                  |                                                                     |                                                                     |
| Kasserade röster                                                    | Kasserade röster                                                    | 0                                                                   |                                                                     |                                                                     |
| Totalt                                                              | Totalt                                                              | 36                                                                  |                                                                     |                                                                     |

- Valet hölls den 17 september 1887.
- Valsättet var medelbart. Röstberättigade valde elektorer som i sin tur valde kandidat. 37 elektorer valdes, varav 36 deltog.
- Valkretsen hade 29 650 invånare den 31 december 1886, varav 1 640 eller 5,5% var valberättigade.
- 368 personer deltog i valet av elektorer, ett valdeltagande på 22,4%. [7]

### 1890
| Andrakammarvalet i Sverige 1890: Norra Roslags domsagas valkrets | Andrakammarvalet i Sverige 1890: Norra Roslags domsagas valkrets | Andrakammarvalet i Sverige 1890: Norra Roslags domsagas valkrets | Andrakammarvalet i Sverige 1890: Norra Roslags domsagas valkrets | Andrakammarvalet i Sverige 1890: Norra Roslags domsagas valkrets |
| Kandidat                                                         | Kandidat                                                         | Röster                                                           | Röster                                                           | Röster                                                           |
| Kandidat                                                         | Kandidat                                                         | Antal                                                            | %                                                                | +− %                                                             |
| ---------------------------------------------------------------- | ---------------------------------------------------------------- | ---------------------------------------------------------------- | ---------------------------------------------------------------- | ---------------------------------------------------------------- |
|                                                                  | Pehr Pehrsson                                                    | 22                                                               | 57,9                                                             | ▼6,0%                                                            |
|                                                                  | Mats Ersson i Västernäs (frihandelsvän)                          | 16                                                               | 42,1                                                             |                                                                  |
| Antal giltiga röster                                             | Antal giltiga röster                                             | 38                                                               |                                                                  |                                                                  |
| Kasserade röster                                                 | Kasserade röster                                                 | 0                                                                |                                                                  |                                                                  |
| Totalt                                                           | Totalt                                                           | 38                                                               |                                                                  |                                                                  |

- Valet hölls den 28 augusti 1890.
- Valsättet var medelbart. Röstberättigade valde elektorer som i sin tur valde kandidat. 38 elektorer valdes.
- Valkretsen hade 30 068 invånare den 31 december 1889, varav 1 684 eller 5,6% var valberättigade.
- 341 personer deltog i valet av elektorer, ett valdeltagande på 20,2%. [8]

### 1893
| Andrakammarvalet i Sverige 1893: Norra Roslags domsagas valkrets | Andrakammarvalet i Sverige 1893: Norra Roslags domsagas valkrets | Andrakammarvalet i Sverige 1893: Norra Roslags domsagas valkrets | Andrakammarvalet i Sverige 1893: Norra Roslags domsagas valkrets | Andrakammarvalet i Sverige 1893: Norra Roslags domsagas valkrets |
| Kandidat                                                         | Kandidat                                                         | Röster                                                           | Röster                                                           | Röster                                                           |
| Kandidat                                                         | Kandidat                                                         | Antal                                                            | %                                                                | +− %                                                             |
| ---------------------------------------------------------------- | ---------------------------------------------------------------- | ---------------------------------------------------------------- | ---------------------------------------------------------------- | ---------------------------------------------------------------- |
|                                                                  | Pehr Pehrsson                                                    | 394                                                              | 36,4                                                             | ▼21,5%                                                           |
|                                                                  | Carl Sandquist (frihandelsvän)                                   | 382                                                              | 35,3                                                             |                                                                  |
|                                                                  | Per Olof Jansson (protektionist)                                 | 306                                                              | 28,3                                                             | —                                                                |
| Antal giltiga röster                                             | Antal giltiga röster                                             | 1 082                                                            |                                                                  |                                                                  |
| Kasserade röster                                                 | Kasserade röster                                                 | 5                                                                |                                                                  |                                                                  |
| Totalt                                                           | Totalt                                                           | 1 087                                                            |                                                                  |                                                                  |

- Valsättet var omedelbart.
- Valet hölls den 27 augusti 1893.
- Valkretsen hade 29 598 invånare den 31 december 1892, varav 1 731 eller 5,8% var valberättigade. 1 087 personer deltog i valet, ett valdeltagande på 62,8%. [9]

### 1896
| Andrakammarvalet i Sverige 1896: Norra Roslags domsagas valkrets | Andrakammarvalet i Sverige 1896: Norra Roslags domsagas valkrets | Andrakammarvalet i Sverige 1896: Norra Roslags domsagas valkrets | Andrakammarvalet i Sverige 1896: Norra Roslags domsagas valkrets | Andrakammarvalet i Sverige 1896: Norra Roslags domsagas valkrets |
| Kandidat                                                         | Kandidat                                                         | Röster                                                           | Röster                                                           | Röster                                                           |
| Kandidat                                                         | Kandidat                                                         | Antal                                                            | %                                                                | +− %                                                             |
| ---------------------------------------------------------------- | ---------------------------------------------------------------- | ---------------------------------------------------------------- | ---------------------------------------------------------------- | ---------------------------------------------------------------- |
|                                                                  | Carl Sandquist (frisinnad)                                       | 649                                                              | 57,8                                                             | ▲22,5%                                                           |
|                                                                  | Pehr Pehrsson (L, protektionist)                                 | 388                                                              | 34,6                                                             | ▼1,8%                                                            |
|                                                                  | Per Olof Jansson (protektionist)                                 | 84                                                               | 7,5                                                              | ▼20,8%                                                           |
|                                                                  | Övriga kandidater                                                | 2                                                                | 0,2                                                              | —                                                                |
| Antal giltiga röster                                             | Antal giltiga röster                                             | 1 123                                                            |                                                                  |                                                                  |
| Kasserade röster                                                 | Kasserade röster                                                 | 2                                                                |                                                                  |                                                                  |
| Totalt                                                           | Totalt                                                           | 1 125                                                            |                                                                  |                                                                  |

- Valsättet var omedelbart.
- Valet hölls den 6 september 1896.
- Valkretsen hade 30 090 invånare den 31 december 1895, varav 1 746 eller 5,8% var valberättigade. 1 125 personer deltog i valet, ett valdeltagande på 64,4%. [10]

### 1899
| Andrakammarvalet i Sverige 1899: Norra Roslags domsagas valkrets | Andrakammarvalet i Sverige 1899: Norra Roslags domsagas valkrets | Andrakammarvalet i Sverige 1899: Norra Roslags domsagas valkrets | Andrakammarvalet i Sverige 1899: Norra Roslags domsagas valkrets | Andrakammarvalet i Sverige 1899: Norra Roslags domsagas valkrets |
| Kandidat                                                         | Kandidat                                                         | Röster                                                           | Röster                                                           | Röster                                                           |
| Kandidat                                                         | Kandidat                                                         | Antal                                                            | %                                                                | +− %                                                             |
| ---------------------------------------------------------------- | ---------------------------------------------------------------- | ---------------------------------------------------------------- | ---------------------------------------------------------------- | ---------------------------------------------------------------- |
|                                                                  | Carl Sandquist (frisinnad)                                       | 552                                                              | 66,9                                                             | ▲9,1%                                                            |
|                                                                  | Pehr Pehrsson (konservativ)                                      | 241                                                              | 29,2                                                             | ▼5,4%                                                            |
|                                                                  | Övriga kandidater                                                | 32                                                               | 3,9                                                              | —                                                                |
| Antal giltiga röster                                             | Antal giltiga röster                                             | 825                                                              |                                                                  |                                                                  |
| Kasserade röster                                                 | Kasserade röster                                                 | 27                                                               |                                                                  |                                                                  |
| Totalt                                                           | Totalt                                                           | 852                                                              |                                                                  |                                                                  |

- Valsättet var omedelbart.
- Valet hölls den 6 augusti 1899.
- Valkretsen hade 30 242 invånare den 31 december 1898, varav 1 886 eller 6,2% var valberättigade. 852 personer deltog i valet, ett valdeltagande på 45,2%. [11]

### 1902
| Andrakammarvalet i Sverige 1902: Norra Roslags domsagas valkrets | Andrakammarvalet i Sverige 1902: Norra Roslags domsagas valkrets | Andrakammarvalet i Sverige 1902: Norra Roslags domsagas valkrets | Andrakammarvalet i Sverige 1902: Norra Roslags domsagas valkrets | Andrakammarvalet i Sverige 1902: Norra Roslags domsagas valkrets |
| Kandidat                                                         | Kandidat                                                         | Röster                                                           | Röster                                                           | Röster                                                           |
| Kandidat                                                         | Kandidat                                                         | Antal                                                            | %                                                                | +− %                                                             |
| ---------------------------------------------------------------- | ---------------------------------------------------------------- | ---------------------------------------------------------------- | ---------------------------------------------------------------- | ---------------------------------------------------------------- |
|                                                                  | Carl Sandquist                                                   | 480                                                              | 63,1                                                             | ▼3,8%                                                            |
|                                                                  | Per Olof Jansson (höger)                                         | 252                                                              | 33,1                                                             |                                                                  |
|                                                                  | Övriga kandidater                                                | 29                                                               | 3,8                                                              | —                                                                |
| Antal giltiga röster                                             | Antal giltiga röster                                             | 761                                                              |                                                                  |                                                                  |
| Kasserade röster                                                 | Kasserade röster                                                 | 6                                                                |                                                                  |                                                                  |
| Totalt                                                           | Totalt                                                           | 767                                                              |                                                                  |                                                                  |

- Valsättet var omedelbart.
- Valet hölls den 7 september 1902.
- Valkretsen hade 30 179 invånare den 31 december 1901, varav 1 956 eller 6,5% var valberättigade. 767 personer deltog i valet, ett valdeltagande på 39,2%. [12]

### 1905
| Andrakammarvalet i Sverige 1905: Norra Roslags domsagas valkrets | Andrakammarvalet i Sverige 1905: Norra Roslags domsagas valkrets | Andrakammarvalet i Sverige 1905: Norra Roslags domsagas valkrets | Andrakammarvalet i Sverige 1905: Norra Roslags domsagas valkrets | Andrakammarvalet i Sverige 1905: Norra Roslags domsagas valkrets |
| Kandidat                                                         | Kandidat                                                         | Röster                                                           | Röster                                                           | Röster                                                           |
| Kandidat                                                         | Kandidat                                                         | Antal                                                            | %                                                                | +− %                                                             |
| ---------------------------------------------------------------- | ---------------------------------------------------------------- | ---------------------------------------------------------------- | ---------------------------------------------------------------- | ---------------------------------------------------------------- |
|                                                                  | Carl Sandquist                                                   | 347                                                              | 76,8                                                             | ▲13,7%                                                           |
|                                                                  | Närmaste kandidat                                                | 29                                                               | 6,4                                                              |                                                                  |
|                                                                  | Övriga kandidater                                                | 76                                                               | 16,8                                                             | —                                                                |
| Antal giltiga röster                                             | Antal giltiga röster                                             | 452                                                              |                                                                  |                                                                  |
| Kasserade röster                                                 | Kasserade röster                                                 | 3                                                                |                                                                  |                                                                  |
| Totalt                                                           | Totalt                                                           | 455                                                              |                                                                  |                                                                  |

- Valsättet var omedelbart.
- Valet hölls den 17 september 1905.
- Valkretsen hade 30 272 invånare den 31 december 1904, varav 2 120 eller 7,0% var valberättigade. 455 personer deltog i valet, ett valdeltagande på 21,5%. [13]

### 1908
| Andrakammarvalet i Sverige 1908: Norra Roslags domsagas valkrets | Andrakammarvalet i Sverige 1908: Norra Roslags domsagas valkrets | Andrakammarvalet i Sverige 1908: Norra Roslags domsagas valkrets | Andrakammarvalet i Sverige 1908: Norra Roslags domsagas valkrets | Andrakammarvalet i Sverige 1908: Norra Roslags domsagas valkrets |
| Kandidat                                                         | Kandidat                                                         | Röster                                                           | Röster                                                           | Röster                                                           |
| Kandidat                                                         | Kandidat                                                         | Antal                                                            | %                                                                | +− %                                                             |
| ---------------------------------------------------------------- | ---------------------------------------------------------------- | ---------------------------------------------------------------- | ---------------------------------------------------------------- | ---------------------------------------------------------------- |
|                                                                  | Carl Sandquist (höger)                                           | 652                                                              | 54,7                                                             | ▼22,1%                                                           |
|                                                                  | Karl Gustaf Blomgren (liberal)                                   | 302                                                              | 25,4                                                             |                                                                  |
|                                                                  | Erik Eurén i Hammarby (höger)                                    | 237                                                              | 19,9                                                             |                                                                  |
| Antal giltiga röster                                             | Antal giltiga röster                                             | 1 191                                                            |                                                                  |                                                                  |
| Kasserade röster                                                 | Kasserade röster                                                 | 8                                                                |                                                                  |                                                                  |
| Totalt                                                           | Totalt                                                           | 1 199                                                            |                                                                  |                                                                  |

- Valsättet var omedelbart.
- Valet hölls den 6 september 1908.
- Valkretsen hade 30 724 invånare den 31 december 1907, varav 2 455 eller 8,0 % var valberättigade. 1 199 personer deltog i valet, ett valdeltagande på 48,8 %. [14]